# Flusskiebitz
Der Flusskiebitz (Vanellus duvaucelii) ist eine Vogelart aus der Gattung der Kiebitze. Er kommt in Südostasien vor. Das Artepitheton ehrt den französischen Naturforscher Alfred Duvaucel.

## Merkmale
Der Flusskiebitz erreicht eine Größe von 29,5 bis 31,5 Zentimetern und ein Gewicht von 143 bis 185 Gramm. Das Gesicht ist schwarz. Die Augen sind rot. Die Scheitel- und Nackenfedern können zu einer Haube aufgerichtet werden. An den Fußwurzeln befinden sich schwarze Sporne. Vom nahe verwandten Spornkiebitz (Vanellus spinosus), der in Afrika und Vorderasien vorkommt, unterscheidet er sich durch die graue Brust und die hellgrauen Kopf- und Halsseiten. Auf dem Bauch befindet sich ein kleiner schwarzer Fleck. Die Geschlechter sehen gleich aus, die Männchen sind jedoch etwas größer. Bei den juvenilen Vögeln weisen die schwarzen Kopffedern braune Spitzen auf. Der Rücken ist stärker lohfarben als bei den Altvögeln und die Federn der Unterseite und der Flügeldecken sind durch helle Säume gekennzeichnet.

## Vorkommen
Das Verbreitungsgebiet des Flusskiebitz erstreckt sich von Uttar Pradesh und Nepal über das östliche Zentralindien und das nordöstliche Indien bis ins südwestliche Yunnan und nach Indochina.

## Lebensraum
Die Art ist meist in Flussnähe zu finden, insbesondere auf landwirtschaftlich genutzten Flächen, auf Sandbänken und auf Kiesbänken. Sie ist selten an stehenden Gewässern anzutreffen.

## Lebensweise

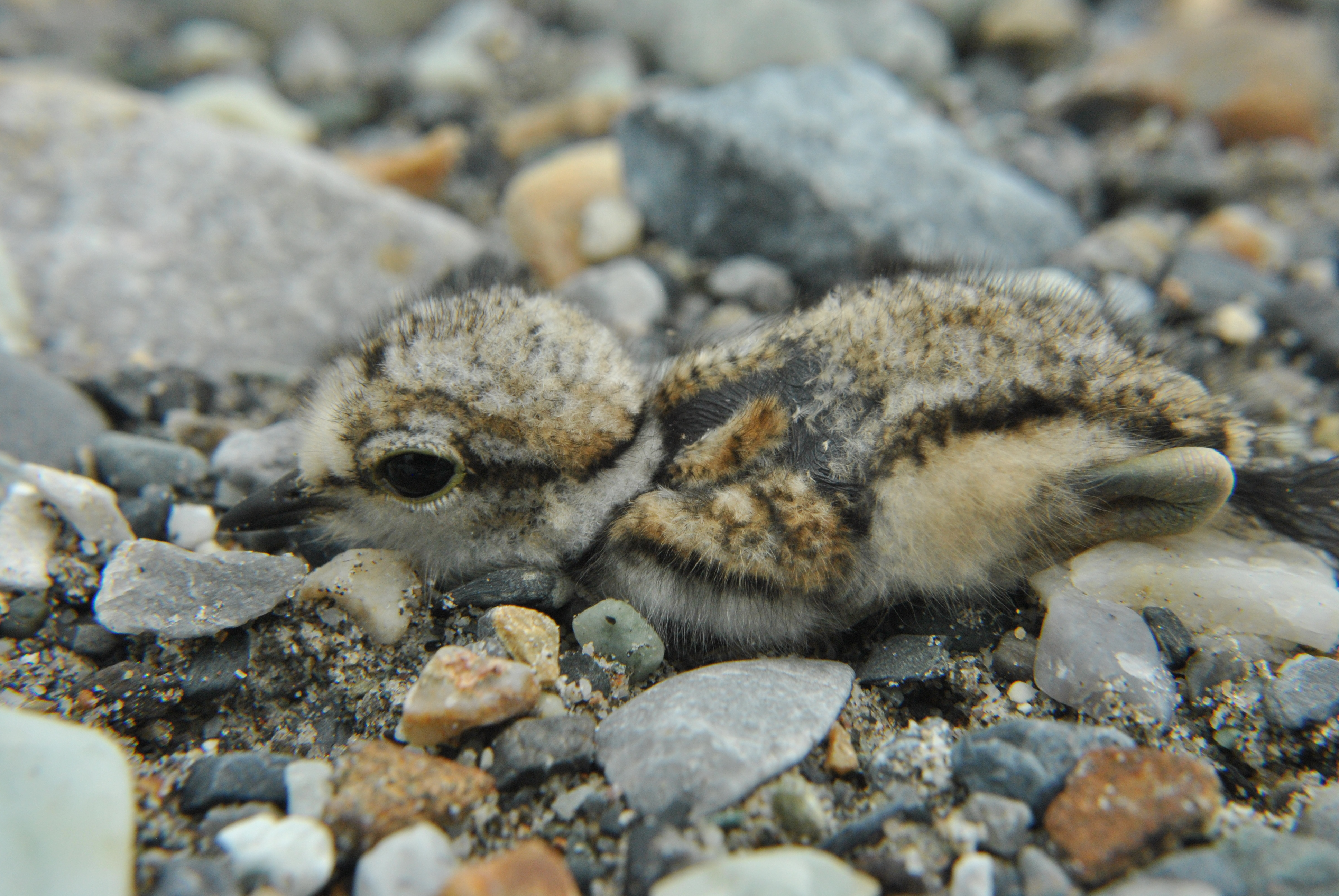
Küken des Flusskiebitz

Der Flusskiebitz ist gewöhnlich standorttreu, er unternimmt jedoch jahreszeitlich bedingte nomadische Wanderungen. Die Nahrung besteht hauptsächlich aus Insekten, Würmern, Krebstieren und Weichtieren. Offenbar gehören auch Frösche und Kaulquappen zur Nahrung. Die Brutzeit ist zwischen März und Juni. Balzverhalten mit vier beteiligten Vögeln wurde zwei Mal beobachtet. Das Nest ist eine flache Ausschabung auf einer freiliegenden Sandbank oder einer Kiesbank im Fluss. Das Gelege besteht aus drei bis vier Eiern, die offenbar 22 bis 24 Tage bebrütet werden.

## Status
Der Flusskiebitz wird von BirdLife International in die Kategorie „nicht gefährdet“ (least concern) klassifiziert. Die Gesamtpopulation ist ziemlich gering und umfasst wohl weniger als 25.000 Individuen, vermutlich gibt es nicht mehr als 15.000 Exemplare. Bei jährlichen Zählungen wurden nie mehr als 500 Vögel nachgewiesen. In Thailand ist er nicht häufig und kommt dort offenbar nur im Nordwesten des Landes vor.